# ايرين إيكستاين
ايرين إيكستاين (بالإنجليزية: Ernestine Eckstein)‏ هي ناشطة حقوق إل جي بي تي أمريكية، ولدت في 23 أبريل 1941، وتوفيت في 15 يوليو 1992.